# Whitney Biennial

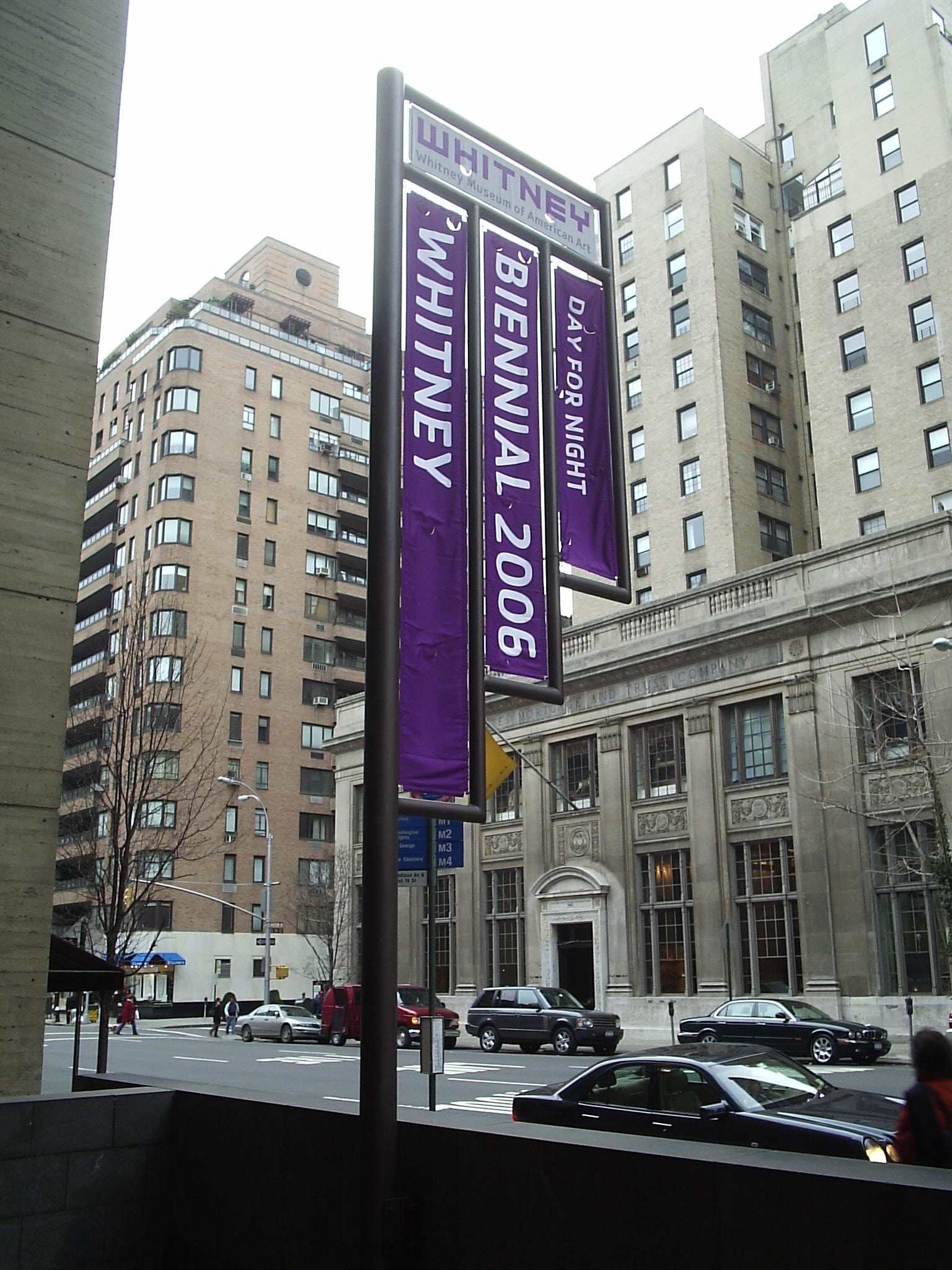
Facciata del Whitney Museum of American Art durante la Whitney Biennal del 2006

La Whitney Biennial è una mostra biennale di arte contemporanea americana. Si tiene al Whitney Museum of American Art di New York ed espone solitamente opere di artisti giovani e meno noti.
L'evento ha avuto inizio come una mostra annuale nel 1932 mentre la prima biennale è stata tenuta nel 1973. La Whitney Biennial ha spesso contribuito a definire le tendenze artistiche contemporanee e viene generalmente considerata uno degli eventi più importanti nel mondo dell'arte. Ha aiutato a far salire alla ribalta personalità fra cui Georgia O'Keeffe, Jackson Pollock e Jeff Koons.

## Storia
A partire dalla sua fondazione avvenuta nel 1932, il Whitney Museum ha iniziato ad ospitare una collettiva di artisti americani invitati ogni anno e che veniva originariamente chiamata "Whitney Annual". Verso la fine degli anni sessanta, si è deciso di alternare le mostre di pittura e di scultura, mentre dal 1973, anno della prima biennale, vengono esposti dipinti e sculture contemporaneamente. Da allora, ogni rassegna ha perseguito un approccio curatoriale diverso per includere tutti i media.
Nel 1987, la mostra è stata criticata dalle Guerrilla Girls per il suo presunto sessismo e razzismo mentre la controversa edizione del 1993 venne accusata di aver proposto un eccessivo numero di artisti bianchi rispetto a quelli di altre etnie. Quest'ultima rassegna è stata anch'essa stroncata dallo storico dell'arte Robert Hughes per vari motivi fra cui la carenza di dipinti e la "miserabile inettitudine pittorica" degli artisti proposti.
Dal 2000 la Biennale premia ogni anno "un artista che vive e lavora negli Stati Uniti per la sua singolare combinazione di talento e immaginazione" con il Bucksbaum Award.
In passato, il Whitney Museum ha provato diversi modi per organizzare la sua biennale. Ha utilizzato i propri membri dello staff e invitato i curatori esterni, anche europei, a presentare lo spettacolo. Nel 2010 ha anche chiesto a un ex mercante d'arte, Jay Sanders, che in seguito sarebbe diventato un curatore di Whitney, ad aiutare l'organizzazione.
La Whitney Biennial si estende spesso alle mostre di scultura a Central Park. L'edizione del 2008 ha inglobato la Park Avenue Armory come spazio per performance e installazioni artistiche. La Whitney Biennal 2014 è stata l'ultima nell'edificio Marcel Breuer che fa parte del complesso museale. In seguito, il museo ha abbandonato l'Upper East Side per occupare l'edificio progettato da Renzo Piano, completato nel 2015, che occupa il meatpacking district.
Così come era accaduto per quella del 1993, la Biennale di Whitney del 2014 ha ricevuto molti giudizi controversi per la presenza di pochi artisti neri o afroamericani. In segno di protesta, gli YAMS Collective, un collettivo artistico di circa quaranta individui perlopiù neri, si è ritirato alle politiche del Whitney Museum.
La Biennale di Whitney del 2017 ha esposto un dipinto di Dana Schutz che ritrae Emmett Till defunto. La tela, intitolata Open Casket, ha scatenato forti polemiche e ha spinto alcuni a far circolare una petizione al fine di distruggerla.